# Merops variegatus
Trảu ăn ong ngực xanh (danh pháp hai phần: Merops variegatus) là một loài chim thuộc Họ Trảu. Nó là loài sinh sống ở Angola, Burundi, Cameroon, Cộng hòa Trung Phi, Cộng hòa Congo, Cộng hòa Dân chủ Congo, Guinea Xích Đạo, Eritrea, Ethiopia, Gabon, Kenya, Nigeria, Rwanda, Sudan, Tanzania, Uganda, va fZambia.